# کوایچی سایتو
کوایچی سایتو (به ژاپنی: 斎藤 耕一 Saitō Kōichi)؛ (۳ فوریهٔ ۱۹۲۹ – ۲۸ نوامبر ۲۰۰۹) کارگردان فیلم و عکاس اهل ژاپن بود.